# 山崎馨一
山崎 馨一（やまざき けいいち、1882年（明治15年）2月28日 - 1948年（昭和23年）9月12日）は、日本の外交官。駐ペルー公使。

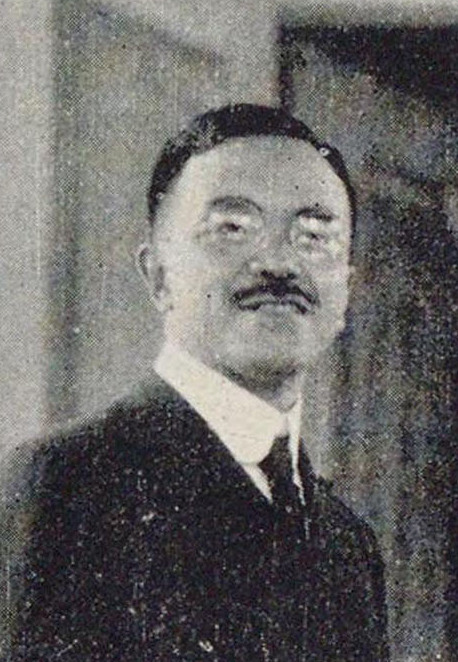
山崎馨一、1922年。

## 経歴
神奈川県出身。1905年（明治38年）、東京高等商業学校（現在の一橋大学）専攻部を卒業し、外交官及領事官試験に合格した。領事官補となり漢口、ニューヨークに勤務した。さらにシカゴ領事、イギリス大使館三等書記官、同二等書記官、ロンドン総領事、上海総領事、ホノルル総領事、駐ペルー公使を歴任した。
退官後は後藤風雲堂株式会社取締役会長、後藤風雲堂製作所株式会社社長を務めた。
1948年（昭和23年）9月12日、病気療養中に東京都世田谷区の自宅で死去、63歳。

## 親族
- 石井菊次郎 - 前妻の父[1]。外務大臣。
- 後藤節蔵 - 後妻の父[2]。後藤風雲堂創業者。

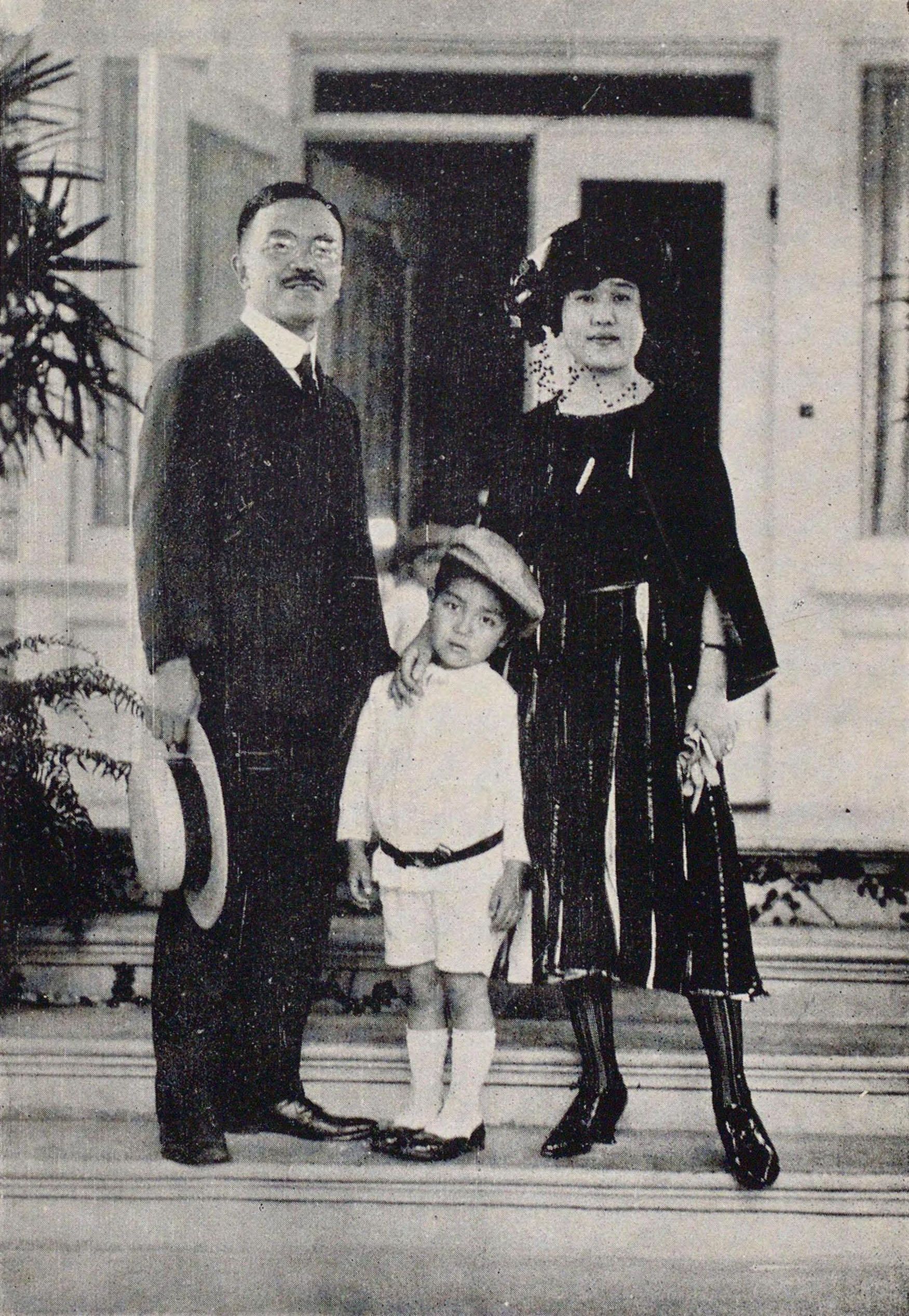
山崎馨一（左）、英三（中央）、静子（右）。